# 요하네스버그 증권거래소

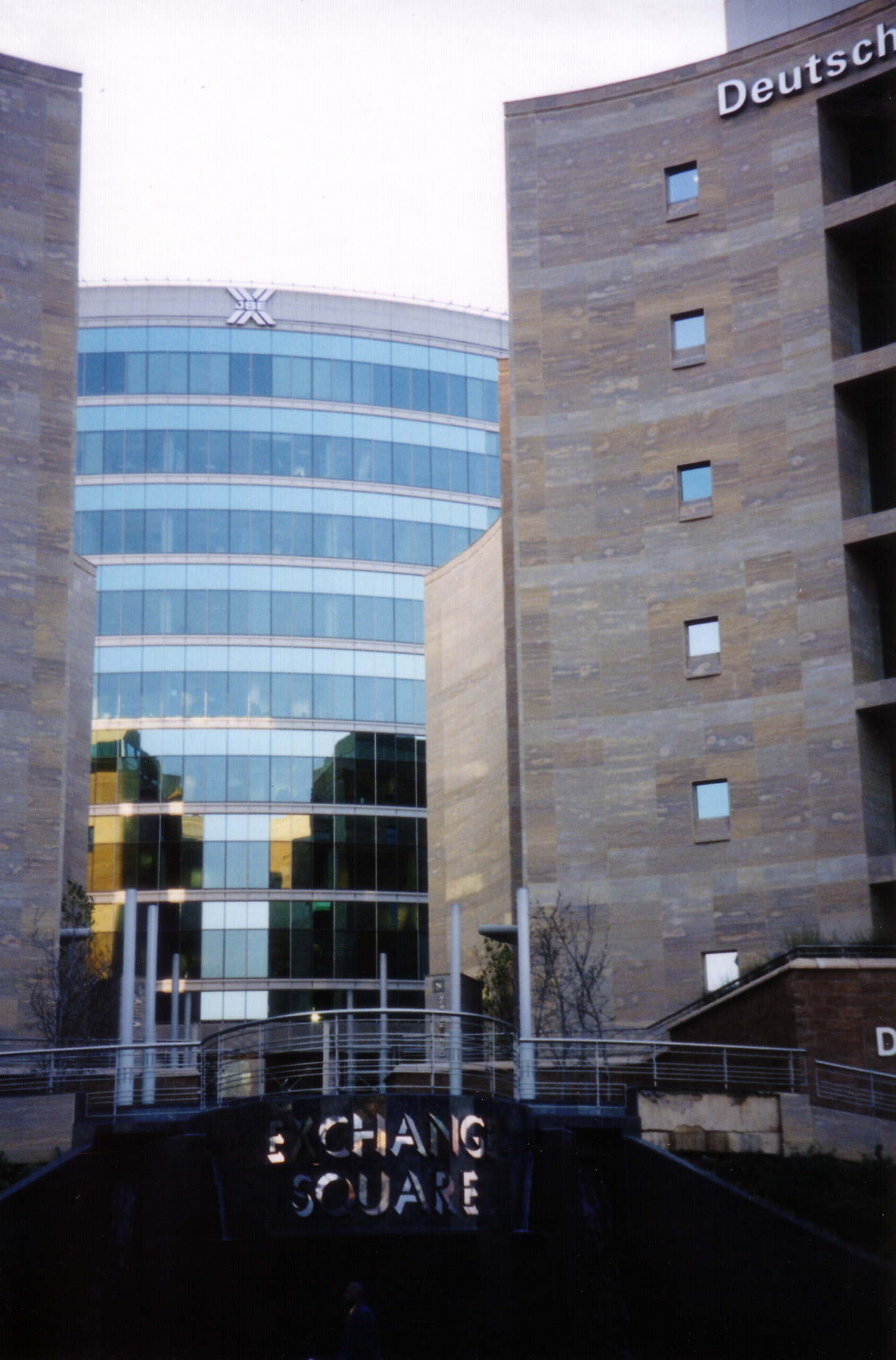

요하네스버그 증권거래소(JSE Limited, 영어: Johannesburg Stock Exchange)는 남아프리카 공화국 요하네스버그에 소재한 증권거래소이다. 아프리카에서 가장 큰 증권 거래소이며, 1887년 11월 8일에 창립하였다.

## 같이 보기
- 금 투자